# Bend It Like Beckham
Bend It Like Beckham (bra: Driblando o Destino; prt: Joga Como Beckham) é um filme de 2002 dirigido por Gurinder Chadha, que conta a história de uma garota indiana chamada Jesminder (Parminder Nagra), que adora futebol, mas, devido a seus costumes, é proibida pela família.A participação de Juliet Stevenson, Keira Knightley, Archie Panjabi, Jonathan Rhys Meyers e Parminder Nagra.

## Enredo
O choque de culturas é narrado de uma maneira bem-humorada ao conhecermos as histórias de uma família indiana que vive em Londres e tenta educar, de maneira tradicional, a sua filha que adora jogar futebol. Diferente da sua irmã mais velha, que está se preparando para um suntuoso casamento indiano e para uma vida a cozinhar pratos deliciosos, Jess sonha em jogar futebol profissionalmente, como o seu herói, a superestrela do futebol britânico, David Beckham. Profundamente contrários à ambição nada ortodoxa de Jess, os seus pais acabam por demonstrar que estão mais preocupados em protegê-la, do que em controlá-la. Quando Jess é forçada a fazer a escolha entre a tradição e o seu amado desporto, a sua família precisa decidir se permite que ela corra atrás do seu sonho e de uma bola de futebol.

## Elenco
- Parminder Nagra: Jesminder 'Jess' Bhamra
- Keira Knightley: Juliette 'Jules' Paxton
- Jonathan Rhys-Meyers: Joe
- Anupam Kher: Mr. Bhamra
- Shaheen Khan: Mrs. Bhamra
- Archie Panjabi: Pinky Bhamra
- Juliet Stevenson: Mrs. Paxton
- Ameet Chana: Tony

## Trilha sonora
- I Turn to You - Melanie C
- Atomic - Blondie
- Baddest Ruffest - Backyard Dogs
- Darshan - B21 (Casamento da irmã de Jess)
- Hai Raba! - Bally Sagoo
- Hot hot hot - Bina Mistry (Créditos)
- I wish - Victoria Beckham
- Independence Day - Melanie C
- Inner Smile - Texas (Aeroporto/Beckham)
- Jind Mahi - Malkit Singh
- Kinna Sohna - Gunjan
- Move on up - Curtis Mayfield
- Nessun Dorma - Tiro Beltran
- Nonrie - Bally Sagoo
- Punjablyan Di Shaan - Hans Raj Hans
- Tere Bin Nahim Lagda - Partners in Rhyme